# George Hungerford
George William Hungerford (Vancouver, 2 gennaio 1944) è un ex canottiere canadese.
È zio della tennista Rebecca Marino.

## Palmarès

### Olimpiadi
- 1 medaglia:
  - 1 oro (Tokyo 1964 nel due senza)